# Атымъя
Атымъя — река в России, протекает по Свердловской области. Устье реки находится в 390 км от устья реки Пелым по левому берегу. Длина реки — 67 км, площадь водосборного бассейна — 464 км².
На реке расположены посёлки Атымья и Вершина. Основной приток Атымъятоип.

## Данные водного реестра
По данным государственного водного реестра России относится к Иртышскому бассейновому округу, водохозяйственный участок реки — Тавда от истока и до устья, без реки Сосьва от истока до водомерного поста у деревни Морозково, речной подбассейн реки — Тобол. Речной бассейн реки — Иртыш.
Код объекта в государственном водном реестре — 14010502512111200012038.